# Vougeot
Vougeot település Franciaországban, Côte-d’Or megyében. Lakosainak száma 153 fő (2022. január 1.). Vougeot Chambolle-Musigny, Vosne-Romanée, Flagey-Echézeaux és Gilly-lès-Cîteaux községekkel határos.

## Népesség
A település népessége az elmúlt években az alábbi módon változott:
| Lakosok száma | 164  | 197  | 176  | 216  | 179  | 177  | 177  | 171  | 162  | 153  |
|               | 1968 | 1982 | 1990 | 2006 | 2013 | 2015 | 2017 | 2019 | 2020 | 2022 |